# Classificació de la Copa del Món de futbol 2006-AFC
La fase de classificació de la Copa del Món de Futbol 2006 de la zona asiàtica fou organitzada i supervisada per l'Confederació Asiàtica de Futbol. La zona asiàtica disposava de 4 places directes per la fase final, més una a disputar amb un representant de la CONCACAF. La competició es disputà en tres fases: una ronda preliminar, una fase de grups (vuit grups on es classifica el millor) i una fase final amb els viut millors. En aquesta fase els dos primers de cada grup obenen plaça directa. Els dos tercers disputen una eliminatòria i el vencedor d'aquesta disputa la plaça de classificació amb el representant de la CONCACAF. Bhutan, Brunei, Cambodja i Filipines no hi prengueren part. Myanmar fou exclosa per haver refusat jugar a Teheran en l'anterior fase de classificació del 2002.

## Ronda classificatòria
Partit d'anada
- 19-11-03 Ashgabat : Turkmenistan 11-0 Afganistan
- 21-11-03 : Guam --- Nepal (ambdós abandonaren)
- 23-11-03 Taipei : Taiwan 3-0 Macau
- 26-11-03 Dhaka : Bangladesh 0-2 Tadjikistan
- 29-11-03 Vientiane : Laos 0-0 Sri Lanka
- 29-11-03 Karachi : Pakistan 0-2 Kirguizstan
- 29-11-03 Ulaan Baatar : Mongòlia 0-1 Maldives

Partit de tornada
- 22-11-03 Kabul : Afghanistan 0-2 Turkmenistan
- 29-11-03 Macau : Macau 1-3 Taiwan
- 30-11-03 Dushanbe : Tadjikistan 2-0 Bangladesh
- 3-12-03 Colombo : Sri Lanka 3-0 Laos
- 3-12-03 Bishkek : Kirguizstan 4-0 Pakistan
- 3-12-03 Malé : Maldives 12-0 Mongòlia

Degut a l'abandonament de Guam i Nepal, Laos es classificà com a millor perdedor.

## Primera fase de grups

### Grup 1
| Equip    | Pts | PJ | PG | PE | PP | GF | GC |
| -------- | --- | -- | -- | -- | -- | -- | -- |
| Iran     | 15  | 6  | 5  | 0  | 1  | 22 | 4  |
| Jordània | 12  | 6  | 4  | 0  | 2  | 10 | 6  |
| Qatar    | 9   | 6  | 3  | 0  | 3  | 16 | 8  |
| Laos     | 0   | 6  | 0  | 0  | 6  | 3  | 33 |

- 18- 2-04 Amman : Jordània 5-0 Laos
- 18- 2-04 Teheran : Iran 3-1 Qatar
- 31- 3-04 Vientiane : Laos 0-7 Iran
- 31- 3-04 Amman : Jordània 1-0 Qatar
- 9- 6-04 Teheran : Iran 0-1 ordània
- 9- 6-04 Doha : Qatar 5-0 Laos
- 8- 9-04 Amman : Jordània 0-2 Iran
- 8- 9-04 Vientiane : Laos 1-6 Qatar
- 13-10-04 Vientiane : Laos 2-3 ordània
- 13-10-04 Doha : Qatar 2-3 Iran
- 17-11-04 Teheran : Iran 7-0 Laos
- 17-11-04 Doha : Qatar 2-0 ordània

### Grup 2
| Equip      | Pts | PJ | PG | PE | PP | GF | GC |
| ---------- | --- | -- | -- | -- | -- | -- | -- |
| Uzbekistan | 16  | 6  | 5  | 1  | 0  | 16 | 3  |
| Iraq       | 11  | 6  | 3  | 2  | 1  | 17 | 7  |
| Palestina  | 7   | 6  | 2  | 1  | 3  | 11 | 11 |
| Taiwan     | 0   | 6  | 0  | 0  | 6  | 3  | 26 |

- 18- 2-04 Toshkent : Uzbekistan 1-1 Iraq
- 18- 2-04 Doha (Qatar) : Palestina 8-0 Taiwan
- 31- 3-04 Doha (Qatar) : Palestina 1-1 Iraq
- 31- 3-04 Taipeh : Taiwan 0-1 Uzbekistan
- 9- 6-04 Amman (Jord.) : Iraq 6-1 Taiwan
- 9- 6-04 Toshkent : Uzbekistan 3-0 Palestina
- 8- 9-04 Doha (Qatar) : Palestina 0-3 Uzbekistan
- 8- 9-04 Taipeh : Taiwan 1-4 Iraq
- 13-10-04 Amman (Jord.) : Iraq 1-2 Uzbekistan
- 14-10-04 Taipeh : Taiwan 0-1 Palestina
- 16-11-04 Doha (Qatar) : Iraq 4-1 Palestina
- 17-11-04 Toshkent : Uzbekistan 6-1 Taiwan

### Grup 3
| Equip    | Pts | PJ | PG | PE | PP | GF | GC |
| -------- | --- | -- | -- | -- | -- | -- | -- |
| Japó     | 18  | 6  | 6  | 0  | 0  | 16 | 1  |
| Oman     | 10  | 6  | 3  | 1  | 2  | 14 | 3  |
| Índia    | 4   | 6  | 1  | 1  | 4  | 2  | 18 |
| Singapur | 3   | 6  | 1  | 0  | 5  | 3  | 13 |

- 18- 2-04 Margao : Índia 1-0 Singapur
- 18- 2-04 Saitama : Japó 1-0 Oman
- 31- 3-04 Kochi : Índia 1-5 Oman
- 31- 3-04 Singapur : Singapur 1-2 Japó
- 9- 6-04 Saitama : Japó 7-0 Índia
- 9- 6-04 Muscat : Oman 7-0 Singapur
- 8- 9-04 Calcutta : Índia 0-4 Japó
- 8- 9-04 Singapur : Singapur 0-2 Oman
- 13-10-04 Muscat : Oman 0-1 Japó
- 13-10-04 Singapur : Singapur 2-0 Índia
- 17-11-04 Saitama : Japó 1-0 Singapur
- 17-11-04 Muscat : Oman 0-0 Índia

### Grup 4
| Equip     | Pts | PJ | PG | PE | PP | GF | GC |
| --------- | --- | -- | -- | -- | -- | -- | -- |
| Kuwait    | 15  | 6  | 5  | 0  | 1  | 15 | 2  |
| Xina      | 15  | 6  | 5  | 0  | 1  | 14 | 1  |
| Hong Kong | 6   | 6  | 2  | 0  | 4  | 5  | 15 |
| Malàisia  | 0   | 6  | 0  | 0  | 6  | 2  | 18 |

- 18- 2-04 Kuantan : Malàisia 1-3 Hongkong
- 18- 2-04 Guangzhou : Xina 1-0 Kuwait
- 31- 3-04 Kuantan : Malàisia 0-2 Kuwait
- 31- 3-04 Hongkong : Hongkong 0-1 Xina
- 9- 6-04 Tianjin : Xina 4-0 Malàisia
- 9- 6-04 Kuwait City : Kuwait 4-0 Hongkong
- 8- 9-04 Hongkong : Hongkong 0-2 Kuwait
- 8- 9-04 Penang : Malàisia 0-1 Xina
- 13-10-04 Hongkong : Hongkong 2-0 Malàisia
- 13-10-04 Kuwait City : Kuwait 1-0 Xina
- 17-11-04 Guangzhou : Xina 7-0 Hongkong
- 17-11-04 Kuwait City : Kuwait 6-1 Malàisia

### Grup 5
| Equip               | Pts | PJ | PG | PE | PP | GF | GC |
| ------------------- | --- | -- | -- | -- | -- | -- | -- |
| Corea del Nord      | 11  | 6  | 3  | 2  | 1  | 11 | 5  |
| Emirats Àrabs Units | 10  | 6  | 3  | 1  | 2  | 6  | 6  |
| Tailàndia           | 7   | 6  | 2  | 1  | 3  | 9  | 10 |
| Iemen               | 5   | 6  | 1  | 2  | 3  | 6  | 11 |

- 18- 2-04 Sana'a : Iemen 1-1 Corea del Nord
- 18- 2-04 Al-Ain : Em. Àrabs Units 1-0 Tailàndia
- 31- 3-04 Sana'a : Iemen 0-3 Tailàndia
- 31- 3-04 Pyongyang : Corea del Nord 0-0 Em. Àrabs Units
- 9- 6-04 Bangkok : Tailàndia 1-4 Corea del Nord
- 9- 6-04 Al-Ain : Em. Àrabs Units 3-0 Iemen
- 8- 9-04 Pyongyang : Corea del Nord 4-1 Tailàndia
- 8- 9-04 Sana'a : Iemen 3-1 Em. Àrabs Units
- 13-10-04 Pyongyang : Corea del Nord 2-1 Iemen
- 13-10-04 Bangkok : Tailàndia 3-0 Em. Àrabs Units
- 17-11-04 Bangkok : Tailàndia 1-1 Iemen
- 17-11-04 Al-Ain : Em. Àrabs Units 1-0 Corea del Nord

### Grup 6
| Equip       | Pts | PJ | PG | PE | PP | GF | GC |
| ----------- | --- | -- | -- | -- | -- | -- | -- |
| Bahrain     | 14  | 6  | 4  | 2  | 0  | 15 | 4  |
| Síria       | 8   | 6  | 2  | 2  | 2  | 7  | 7  |
| Tadjikistan | 7   | 6  | 2  | 1  | 3  | 5  | 9  |
| Kirguizstan | 4   | 6  | 1  | 1  | 4  | 5  | 12 |

- 18- 2-04 Bishkek : Kirguizstan 1-2 Tadjikistan
- 18- 2-04 Muharraq : Bahrain 2-1 Síria
- 31- 3-04 Dushanbe : Tadjikistan 0-0 Bahrain
- 31- 3-04 Bishkek : Kirguizstan 1-1 Síria
- 9- 6-04 Muharraq : Bahrain 5-0 Kirguizstan
- 9- 6-04 Homs : Síria --- Tadjikistan [abandonat amb 3-1 al minut 75]
- 10- 6-04 Homs : Síria 2-1 Tadjikistan [repetició]
- 8- 9-04 Bishkek : Kirguizstan 1-2 Bahrain
- 8- 9-04 Dushanbe : Tadjikistan 0-1 Síria
- 13-10-04 Damasc : Síria 2-2 Bahrain
- 13-10-04 Dushanbe : Tadjikistan 2-1 Kirguizstan
- 17-11-04 Muharraq : Bahrain 4-0 Tadjikistan
- 17-11-04 Damasc : Síria 0-1 Kirguizstan

### Grup 7
| Equip         | Pts | PJ | PG | PE | PP | GF | GC |
| ------------- | --- | -- | -- | -- | -- | -- | -- |
| Corea del Sud | 14  | 6  | 4  | 2  | 0  | 9  | 2  |
| Líban         | 11  | 6  | 3  | 2  | 1  | 11 | 5  |
| Vietnam       | 4   | 6  | 1  | 1  | 4  | 5  | 9  |
| Maldives      | 4   | 6  | 1  | 1  | 4  | 5  | 14 |

- 18- 2-04 Hanoi : Vietnam 4-0 Maldives
- 18- 2-04 Suwon : Corea del Sud 2-0 Líban
- 31- 3-04 Malé : Maldives 0-0 Corea del Sud
- 31- 3-04 Nam Dinh : Vietnam 0-2 Líban
- 9- 6-04 Beirut : Líban 3-0 Maldives
- 9- 6-04 Daejeon : Corea del Sud 2-0 Vietnam
- 8- 9-04 Malé : Maldives 2-5 Líban
- 8- 9-04 Ho Chi Minh : Vietnam 1-2 Corea del Sud
- 13-10-04 Beirut : Líban 1-1 Corea del Sud
- 13-10-04 Malé : Maldives 3-0 Vietnam
- 17-11-04 Beirut : Líban 0-0 Vietnam
- 17-11-04 Seül : Corea del Sud 2-0 Maldives

### Grup 8
| Equip          | Pts | PJ | PG | PE | PP | GF | GC |
| -------------- | --- | -- | -- | -- | -- | -- | -- |
| Aràbia Saudita | 18  | 6  | 6  | 0  | 0  | 14 | 1  |
| Turkmenistan   | 7   | 6  | 2  | 1  | 3  | 8  | 10 |
| Indonèsia      | 7   | 6  | 2  | 1  | 3  | 8  | 10 |
| Sri Lanka      | 2   | 6  | 0  | 2  | 4  | 4  | 11 |

- 18- 2-04 Ashgabat : Turkmenistan 2-0 Sri Lanka
- 18- 2-04 Riyadh : Aràbia Saudita 3-0 Indonèsia
- 31- 3-04 Colombo : Sri Lanka 0-1 Aràbia Saudita
- 31- 3-04 Ashgabat : Turkmenistan 3-1 Indonèsia
- 9- 6-04 Jakarta : Indonèsia 1-0 Sri Lanka
- 9- 6-04 Riyadh : Aràbia Saudita 3-0 Turkmenistan
- 8- 9-04 Colombo : Sri Lanka 2-2 Indonèsia
- 8- 9-04 Ashgabat : Turkmenistan 0-1 Aràbia Saudita
- 9-10-04 Colombo : Sri Lanka 2-2 Turkmenistan
- 12-10-04 Jakarta : Indonèsia 1-3 Aràbia Saudita
- 17-11-04 Jakarta : Indonèsia 3-1 Turkmenistan
- 17-11-04 Dammam : Aràbia Saudita 3-0 Sri Lanka

## Segona fase de grups

### Grup A
| Equip          | Pts | PJ | PG | PE | PP | GF | GC |
| -------------- | --- | -- | -- | -- | -- | -- | -- |
| Aràbia Saudita | 14  | 6  | 4  | 2  | 0  | 10 | 1  |
| Corea del Sud  | 10  | 6  | 3  | 1  | 2  | 9  | 5  |
| Uzbekistan     | 5   | 6  | 1  | 2  | 3  | 7  | 11 |
| Kuwait         | 4   | 6  | 1  | 1  | 4  | 4  | 13 |

- 9- 2-05 Toshkent : Uzbekistan 1-1 Aràbia Saudita
- 9- 2-05 Seül : Corea del Sud 2-0 Kuwait
- 25- 3-05 Kuwait City : Kuwait 2-1 Uzbekistan
- 25- 3-05 Dammam : Aràbia Saudita 2-0 Corea del Sud
- 30- 3-05 Kuwait City : Kuwait 0-0 Aràbia Saudita
- 30- 3-05 Seül : Corea del Sud 2-1 Uzbekistan
- 3- 6-05 Toshkent : Uzbekistan 1-1 Corea del Sud
- 3- 6-05 Riyadh : Aràbia Saudita 3-0 Kuwait
- 8- 6-05 Kuwait City : Kuwait 0-4 Corea del Sud
- 8- 6-05 Riyadh : Aràbia Saudita 3-0 Uzbekistan
- 17- 8-05 Toshkent : Uzbekistan 3-2 Kuwait
- 17- 8-05 Seül : Corea del Sud 0-1 Aràbia Saudita

- Classificats: Aràbia Saudita i Corea del Sud

### Grup B
| Equip          | Pts | PJ | PG | PE | PP | GF | GC |
| -------------- | --- | -- | -- | -- | -- | -- | -- |
| Japó           | 15  | 6  | 5  | 0  | 1  | 9  | 4  |
| Iran           | 13  | 6  | 4  | 1  | 1  | 7  | 3  |
| Bahrain        | 4   | 6  | 1  | 1  | 4  | 4  | 7  |
| Corea del Nord | 3   | 6  | 1  | 0  | 5  | 5  | 11 |

- 9- 2-05 Saitama : Japó 2-1 Corea del Nord
- 9- 2-05 Manama : Bahrain 0-0 Iran
- 25- 3-05 Pyongyang : Corea del Nord 1-2 Bahrain
- 25- 3-05 Teheran : Iran 2-1 Japó
- 30- 3-05 Pyongyang : Corea del Nord 0-2 Iran
- 30- 3-05 Saitama : Japó 1-0 Bahrain
- 3- 6-05 Teheran : Iran 1-0 Corea del Nord
- 3- 6-05 Manama : Bahrain 0-1 Japó
- 8- 6-05 Bangkok (Tha.) : Corea del Nord 0-2 Japó
- 8- 6-05 Teheran : Iran 1-0 Bahrain
- 17- 8-05 Yokohama : Japó 2-1 Iran
- 17- 8-05 Manama : Bahrain 2-3 Corea del Nord

- Classificats: Japó i Iran

### Eliminatòria pel cinquè lloc
- 3- 9-05 Toshkent : Uzbekistan 1-0 Bahrain [anul·lat]
- 8-10-05 Toshkent : Uzbekistan 1-1 Bahrain [repetició]
- 12-10-05 Manama : Bahrain 0-0 Uzbekistan

## Eliminatòria CONCACAF/AFC
- 12-11-05 Port of Spain: Trinitat i Tobago 1-1 Bahrain
- 16-11-05 Manama : Bahrain 0-1 Trinitat i Tobago

- Bahrain eliminada.